# Alexandre Jardin
Alexandre Jardin, född 14 april 1965, är en fransk författare. Han är son till författaren Pascal Jardin.
Jardin har studerat nationalekonomi och hans debutroman Bille en tête kom 1986, samma år som han tog sin examen.